# Musculus spinalis cervicis
A musculus spinalis cervicis egy hosszúkás izom az ember hátban a nyakánál (pontos kép nem áll rendelkezésre).

## Eredés, tapadás, elhelyezkedés
A VI. nyakcsigolya és a II. hátcsigolya között a processus spinosus vertebrae-ról ered. A II. nyakcsigolya processus spinosus vertebrae-én tapad.

## Funkció
A gerinc feszítése. Stabilizálás, forgatás.

## Beidegzés, vérellátás
A ramus posterior nervi spinalis idegzi be. Az aorta muscularis ágai látják el vérrel.

## Külső hivatkozások
- Kép
- Kép, leírás